# Phlebotomus mesghalii
Phlebotomus mesghalii är en tvåvingeart som beskrevs av Seyedi-rashti och Nadim 1970. Phlebotomus mesghalii ingår i släktet Phlebotomus och familjen fjärilsmyggor. Inga underarter finns listade i Catalogue of Life.